# Linka 13 (metro v Paříži)

Linka 13 je jedna z linek pařížského metra. Slouží už od roku 1911 a během téměř sta let svého provozu se stala jednou z nejdelších linek ve městě. Spojuje dvě pařížská předměstí na severu – Gennevilliers a Saint-Denis s jižními předměstími Châtillon a Montrouge. V systému MHD je značená světle modrou barvou. Jako jedna ze dvou linek se větví (spolu s linkou 7).

## Historický vývoj
28. prosince 1901 obdržela společnost Société du chemin de fer électrique souterrain Nord-Sud (Železniční elektrizační podzemní společnost Sever-Jih), zkráceně nazývaná jen Compagnie Nord-Sud od města Paříže koncesi na provoz dvou linek metra. Společnost byla konkurentem starší Compagnie du chemin de fer métropolitain de Paris (CMP), která provozovala linku 1.
První úsek linky mezi stanicemi Saint-Lazare a Porte de Saint-Ouen byl zprovozněn 26. února 1911. Jednalo se o druhou linku, takže dostala označení linka B.
Už od 20. ledna 1912 je rozvětvená, když byla ze stanice La Fourche otevřena severovýchodní větev do stanice Porte de Clichy.
1. ledna 1930 převzala CMP od Compagnie Nord-Sud její linky a linka B se od 27. března 1931 stala linkou 13.
30. června 1952 byla prodloužena severovýchodní větev od Porte de Saint-Ouen do Carrefour Pleyel. 27. června 1973 byl otevřen úsek směrem na jih od Saint-Lazare do Miromesnil a 18. února 1975 pak dále do stanice Champs-Élysées – Clemenceau. 20. června 1976 byl otevřen úsek Carrefour Pleyel ↔ Basilique de Saint-Denis.
9. listopadu 1976 byla linka prodloužena na jih mezi stanicemi Champs-Élysées – Clemenceau a Invalides a tím došlo ke sloučení s tehdejší linkou 14, která spojovala stanice Invalides a Porte de Vanves. Souběžně s tím byl otevřen nový jižní úsek Porte de Vanves ↔ Châtillon – Montrouge.
9. května 1980 byla prodloužena severozápadní větev od Porte de Clichy do stanice Gabriel Péri. 25. května 1998 byl otevřen úsek Basilique de Saint-Denis ↔ Saint-Denis – Université. Poslední rozšíření linky proběhlo 14. června 2008 ze stanice Gabriel Péri do Asnières – Gennevilliers – Les Courtilles.

## Charakter linky
Linka 13 patří k nejvíce vytíženým v celé síti. Je to jednak díky svému rozsahu, jednak svému umístění. Existuje několik návrhů, jak přetíženost řešit, jedním z nich je například obě severní větve oddělit jako nezávislé linky. Většina stanic zde má boční nástupiště, je proto velmi komplikovaný přestup mezi nimi (řešený nadchody či podchody). Délka celé linky je 22,5 km, má 30 stanic a průměrný mezistaniční úsek měří 776 m. V roce 2006 přepravila 114,8 miliónů cestujících.

## Další rozvoj
Prodloužení severovýchodní větve do stanice Asnières – Gennevilliers – Les Courtilles byla první fáze, na kterou by měla navázat druhá fáze s prodloužením linky do stanice Port de Gennevilliers. Ta je v současnosti zatím ve stádiu projektu, takže není ještě stanoven termín zprovoznění nového úseku.
Rovněž prodloužení severovýchodní větve ze stanice Saint-Denis – Université je prozatím ve fázi plánování na období 2013–2020.

## Seznam stanic

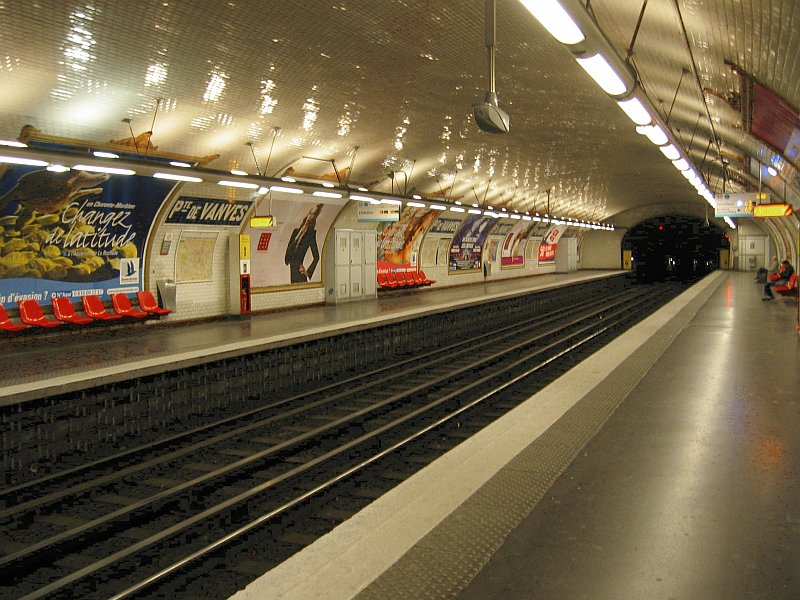
Stanice Porte de Vanves

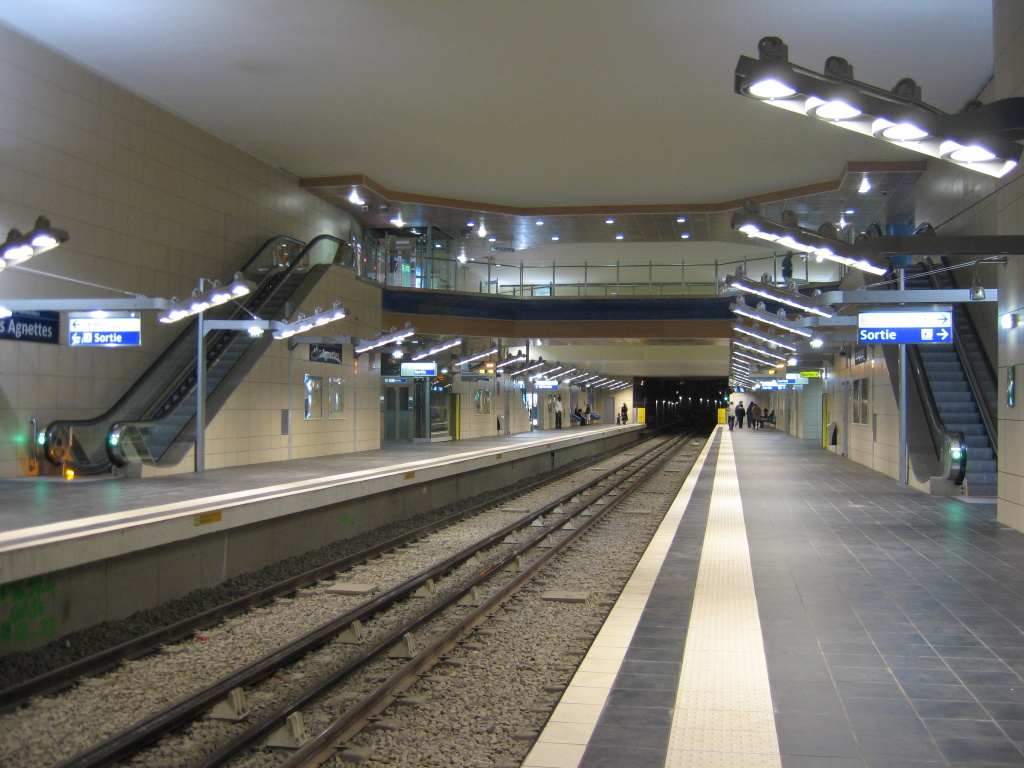
Stanice Les Agnettes

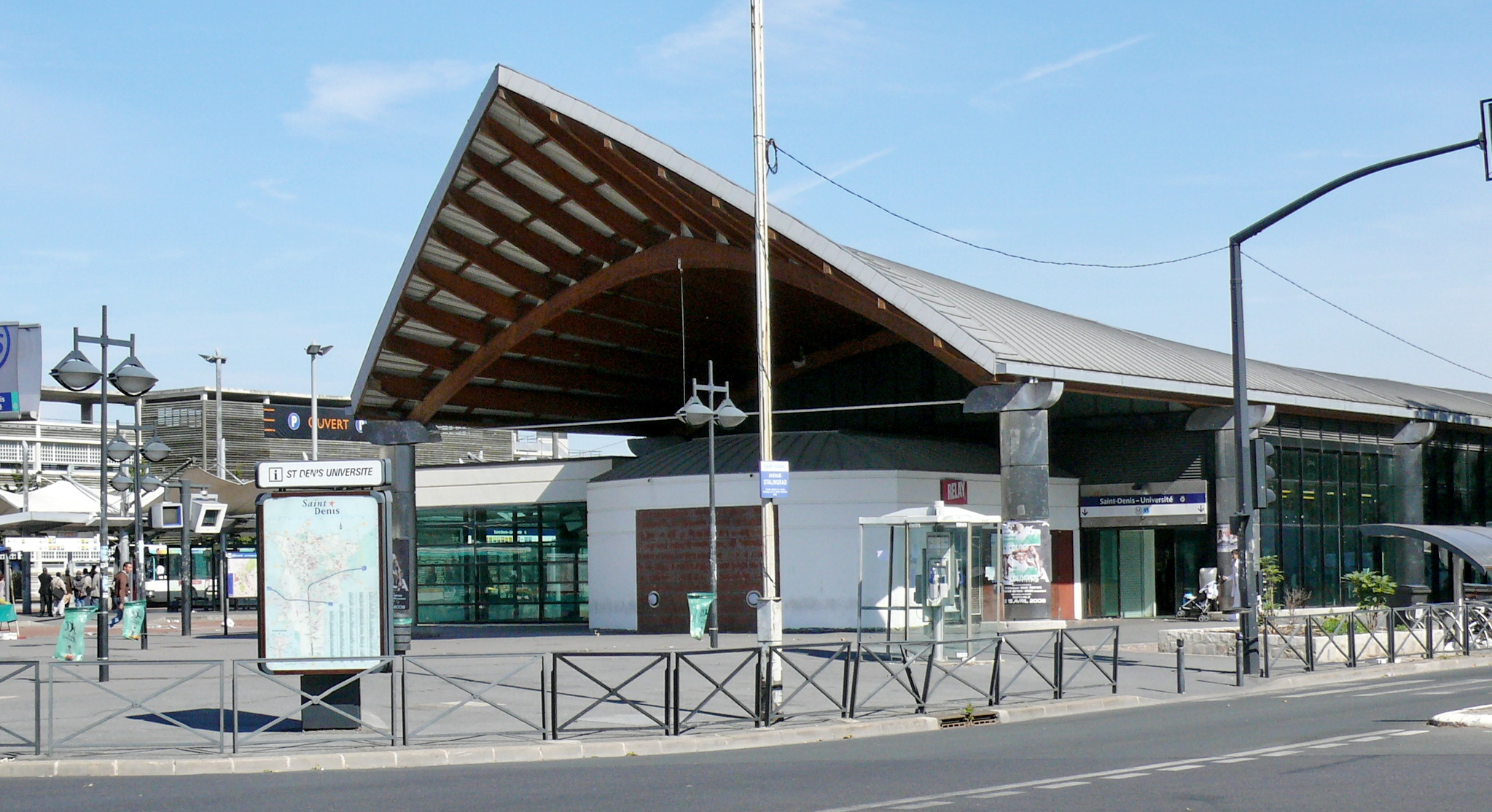
Stanice Saint-Denis – Université

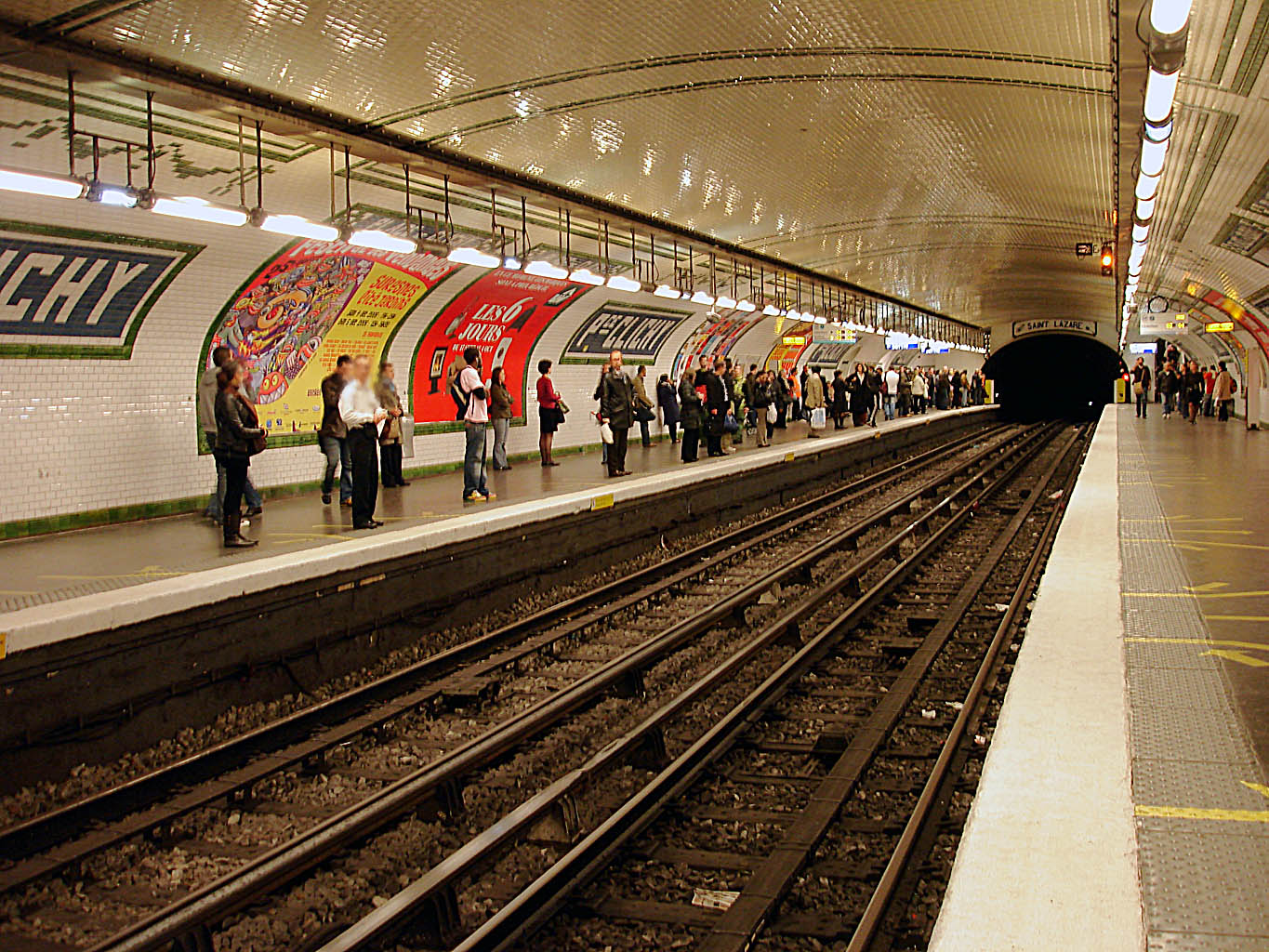
Stanice Place de Clichy

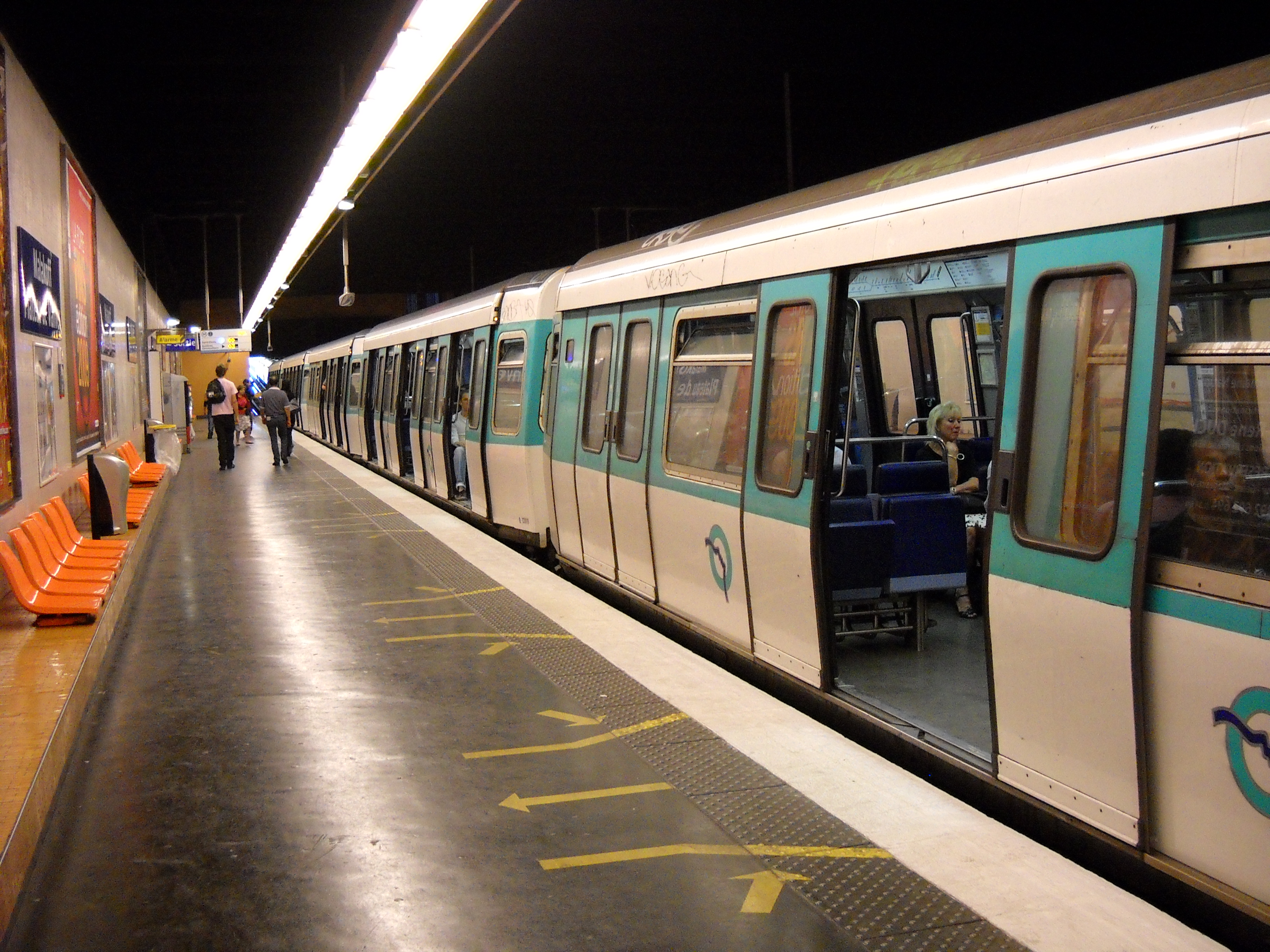
Stanice Malakoff – Plateau de Vanves

Plán linky 13

| Linka 13                                                                   | Linka 13                                                                   |
| Severozápadní větev Asnières – Gennevilliers – Les Courtilles ↔ La Fourche | Severozápadní větev Asnières – Gennevilliers – Les Courtilles ↔ La Fourche |
| stanice                                                                    | přestupy                                                                   |
| -------------------------------------------------------------------------- | -------------------------------------------------------------------------- |
| Asnières – Gennevilliers – Les Courtilles                                  | 1                                                                          |
| Les Agnettes                                                               |                                                                            |
| Gabriel Péri                                                               |                                                                            |
| Mairie de Clichy                                                           |                                                                            |
| Porte de Clichy                                                            | C                                                                          |
| Brochant                                                                   |                                                                            |
| Severovýchodní větev Saint-Denis – Université ↔ La Fourche                 |                                                                            |
| Saint-Denis – Université                                                   |                                                                            |
| Basilique de Saint-Denis                                                   | 1                                                                          |
| Saint-Denis – Porte de Paris                                               |                                                                            |
| Carrefour Pleyel                                                           |                                                                            |
| Mairie de Saint-Ouen                                                       |                                                                            |
| Garibaldi                                                                  |                                                                            |
| Porte de Saint-Ouen                                                        |                                                                            |
| Guy Môquet                                                                 |                                                                            |
| Společná větev La Fourche ↔ Châtillon–Montrouge                            |                                                                            |
| La Fourche                                                                 |                                                                            |
| Place de Clichy                                                            | 2                                                                          |
| Liège                                                                      |                                                                            |
| Saint-Lazare                                                               | 3 · 9 · 12 · 14 · E                                                        |
| Miromesnil                                                                 | 9                                                                          |
| Champs-Élysées – Clemenceau                                                | 1                                                                          |
| Invalides                                                                  | 8 · C                                                                      |
| Varenne                                                                    |                                                                            |
| Saint-François-Xavier                                                      |                                                                            |
| Duroc                                                                      | 10                                                                         |
| Montparnasse – Bienvenüe                                                   | 4 · 6 · 12 · Vlak                                                          |
| Gaîté                                                                      |                                                                            |
| Pernety                                                                    |                                                                            |
| Plaisance                                                                  |                                                                            |
| Porte de Vanves                                                            | 3a                                                                         |
| Malakoff – Plateau de Vanves                                               |                                                                            |
| Malakoff – Rue Étienne Dolet                                               |                                                                            |
| Châtillon – Montrouge                                                      |                                                                            |